# 海之韵公园

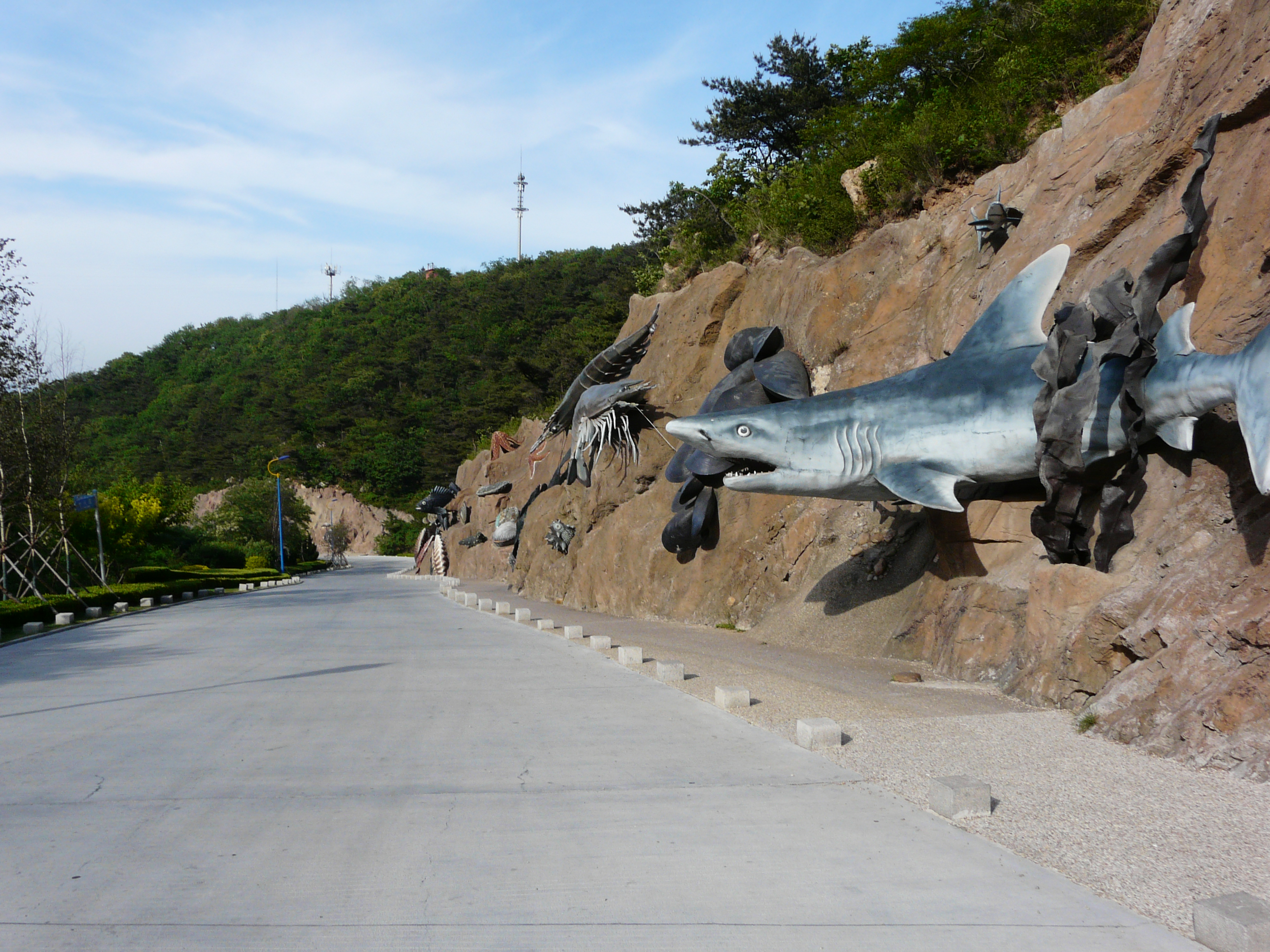
海之韵公园 十八盘

海之韵公园，原名东海公园，是大连的一座海滨公园，位于大连海滨风景区的最东端，大连湾入口南岸，北面和大连市中山区相邻，西南部为棒棰岛风景区，是滨海路的东端起点，
海之韵公园占地450多公顷，游览路线有7.6千米，有海之韵广场、十八盘、怪坡等景观，陈设有大型西式仿真船模，各种艺术雕塑，还有人造瀑布、海豹池、天然海水浴场。
海之韵公园原名东海公园，由于园内“海之韵广场”知名度较高，因此2005年7月6日改为现名。